# Субиру, Бернадетта
Бернаде́тта Субиру́ (фр. Bernadette Soubirous; 7 января 1844[…], Лурд, Июльская монархия — 16 апреля 1879[…], Невер) — католическая святая, известна благодаря тому, что по её уверениям, ей являлась Дева Мария. Явления были признаны Католической церковью подлинными и превратили Лурд в место массового паломничества.

## Биография
Мария Бернарда, или как её называли, Бернадетта, была старшей из пяти детей семьи, выживших в детстве. Её отец был мельником, а мать — прачкой. Семья была чрезвычайно бедной, девочка не получила никакого образования, в 12 лет она начала работать служанкой.
11 февраля 1858 года Бернадетта собирала дрова и кости для старьёвщицы неподалёку от Лурда, когда вдруг заметила, что находящийся рядом грот озарён светом, а куст шиповника у входа колышется, как будто от ветра. В освещённом гроте Бернадетта увидела, как она говорила впоследствии, «что-то белое, похожее на барышню».
В последующие несколько месяцев вплоть до 16 июля Бернадетта ещё 17 раз лицезрела видение в гроте. Во время одиннадцати явлений являвшаяся Бернадетте фигура не говорила ничего, потом она, по словам Бернадетты, призвала к покаянию и молитве за грешников и велела построить на месте явлений часовню. В ответ на настойчивые просьбы девочки назвать своё имя «барышня», как её называла Бернадетта, ответила «Я — Непорочное Зачатие». Ответ привёл в недоумение местного священника, поскольку, как он полагал, неграмотная девочка, с трудом знавшая даже основы веры, не могла знать о провозглашённом за четыре года до этого папой Пием IX Догмате о Непорочном зачатии Девы Марии.
По велению явившегося образа Бернадетта на глазах свидетелей ела траву и пила грязную воду в углу грота как символ покаяния за обращение грешников. В углу грота впоследствии открылся мощный родник с чистой водой, который почитается в Католической церкви как исцеляющий.
Рассказы Бернадетты о явлениях Девы Марии сначала были восприняты с полным недоверием — тем более, что никто, кроме Бернадетты, не видел чудесного образа. Местные власти и священник устраивали ей многочасовые допросы и пугали тюрьмой, требуя признаться, что она лжёт; местная газета писала о «девочке, по всем признакам подверженной каталепсии, будоражащей любопытство лурдского населения». По словам Бернадетты, явившийся ей образ говорил по-окситански, что только усиливало недоверие и неприязнь, поскольку в глазах образованных людей того времени «диалект» — то есть, окситанский язык — был языком низших слоёв населения. Одним из немногих защитников Бернадетты был священник Мишель Гарикойц из Бетаррама, с которым она впервые встретилась в июле 1858 года.
Однако впоследствии отношение церкви к лурдским явлениям начало меняться. 23 сентября 1863 года Бернадетту Субиру принял епископ Невера Теодор-Огюстен Форкад, который позднее принял у неё монашеские обеты. На рубеже 60-х — 70-х годов XIX века ко гроту и источнику в нём начались паломничества.
Нарастающее внимание к ней было неприятно Бернадетте, она подчёркивала, что её собственных заслуг в том, что ей явилась Богородица, нет никаких. Она говорила:

Я не имела никакого права на эту милость. Пресвятая Дева взяла меня, как поднимают камушек с дороги… Если Пресвятая Дева избрала меня, то это потому, что я была самой невежественной. Если бы она нашла какую-нибудь ещё более невежественную, чем я, она избрала бы её.
В 1868 году Бернадетта поступила в монастырь сестёр милосердия в Невере, где провела остаток дней, ухаживая за больными и занимаясь рукоделием. 16 апреля 1879 года она умерла от туберкулёза.

## После смерти
Тело святой Бернадетты эксгумировалось трижды. В первый раз это было сделано в 1909 году, останки найдены якобы нетленными, что послужило дополнительным аргументом для канонизации. Второй раз тело было эксгумировано в 1919 году, а третий — в 1925-м. После чего, наложив восковую маску на лицо и аналогично покрыв руки слоем воска, её мощи поместили в реликварий в капелле св. Бернадетты в Невере. Беатификация состоялась 14 июня 1925 года, канонизация — 8 декабря 1933 года. День памяти святой Бернадетты — 16 апреля, во Франции также её день отмечается 18 февраля. Место явления Богородицы святой Бернадетте превратилось в один из главных центров католического паломничества. Ежегодно в Лурд приезжает до пяти миллионов паломников. Источники католической церкви утверждают, что только за первые 50 лет паломничества получили полное излечение от самых различных болезней минимум 4000 человек. Вокруг грота явления воздвигнут санктуарий.
В 1942 году известный австрийский писатель Франц Верфель написал роман «Песнь Бернадетты», посвящённый Бернадетте Субиру. Годом позже по книге был снят одноимённый фильм, главную роль в котором сыграла Дженнифер Джонс.
В 1981 году в Аргентине был снят 4-серийный мини-сериал, главную роль сыграла Андреа Дель Бока.